# Гадзола
Гадзо̀ла (на италиански: Gazzola, на местен диалект Gasòla, Газола) е село и община в северна Италия, провинция Пиаченца, регион Емилия-Романя. Разположено е на 146 m надморска височина. Населението на общината е 2024 души (към 2010 г.).